# 제15회 홍콩 영화 금상장
제15회 홍콩 영화 금상장은 1996년 4월 28일에 열린 시상식이다.

## 수상 및 후보

### 작품상
- 여인사십 - 허안화 수상
- 천국역자 - 엄호
- 타락천사 - 왕가위
- 열화전차 - 이동승
- 홍번구 - 당계례

### 감독상
- 여인사십 - 허안화 수상
- 열화전차 - 이동승
- 타락천사 - 왕가위
- 천국역자 - 엄호
- 무미신탐 - 두기봉

### 각본상
- 여인사십 - Man Keung Chan 수상
- 열화전차 - 이동승
- 타락천사 - 왕가위
- 천국역자 - 엄호
- 무미신탐 - 두기봉

### 남우주연상
- 여인사십 - 교굉 수상
- 열화전차 - 유덕화
- 서유기 2 - 선리기연 - 주성치
- 화평본위 - 주윤발
- 홍번구 - 성룡

### 여우주연상
- 여인사십 - 소방방 수상
- 부일양적마마 - 풍보보
- 홍콩 무희 - 구숙정
- 화평본위 - 엽동
- 홍번구 - 매염방

### 남우조연상
- 여인사십 - 나가영 수상
- 열화전차 - 전가락
- 구세신곤 - 진소춘
- 화월가기 - 갈민휘
- 이월삼십 - Wong Tze

### 여우조연상
- 타락천사 - 막문위 수상
- 여인사십 - 나관란
- 인간유정 - 나관란
- 열화전차 - 하평
- 홍번구 - 엽방화

### 신인상
- 자운산십삼태보 - 무계현 수상
- 선락표표 - 진혜림
- 타락천사 - 진만뇌
- 여인사십 - 딩쯔쥔
- 열화전차 - 양영기
- 홍번구 - 엽방화

### 촬영상
- 타락천사 - 크리스토퍼 도일 수상
- 화평본위 - 황영항
- 야반가성 - 포덕희
- 광야생사 - 황악태
- 홍콩 무희 - 유위강

### 편집상
- 열화전차 - 광지량 수상
- 홍번구 - 장요종
- 여인사십 - 황의순
- 야반가성 - 호대위
- 타락천사 - 장숙평

### 미술상
- 야반가성 - 마판차오 수상
- 화평본위 - 해중문
- 타락천사 - 장숙평
- 여인사십 - 황인규
- 남경적기독 - 마판차오

### 의상&메이크업상
- 야반가성 - 장숙평 수상
- 화평본위 - 오리로
- 타락천사 - 장숙평
- 칼 - 장숙평
- 남경적기독 - 막균걸

### 무술감독상
- 홍번구 - 당계례 수상
- 칼 - 원빈 외
- 썬더볼트 - 홍금보
- 영웅 - 원규 외
- 열화전차 - 나례현

### 영화음악상
- 타락천사 - 진훈기 수상
- 화평본위 - 황가성 외
- 산수유상봉 - 허원
- 야반가성 - 포이달
- 화월가기 - 황영화

### 주제가상
- 화평본위
- 열화전차
- 야반가성
- 선락표표
- 향강화월야